# Seznam spojin
Seznam je v grobem razdeljen na štiri dele:
- Seznam anorganskih spojin,
- Seznam organskih spojin,
- Seznam biomolekul,
- Seznam mineralov